# Dean Whitehead
Dean Whitehead est un ancien footballeur anglais né le 21 janvier 1982 à Abingdon en Angleterre. Il évoluait au poste de milieu de terrain.

## Biographie
Whitehead débute en professionnel à Oxford United en 1999 après être passé dans les équipes de jeunes de l'Abingdon Town FC.
Après cinq saisons à Oxford, en fin de contrat il s'engage avec Sunderland en juin 2004. Après un procès, Sunderland est condamné à verser 150 000 £ d'indemnités de formation à Oxford. À Sunderland, il remporte deux Championship, en 2005 et en 2008 après être redescendu de Premier League en 2007.
Le 24 juillet 2009, l'ancien capitaine de Sunderland s'engage avec Stoke City pour 3 M£. Mais Whitehead quitte le club en juin 2013.
Juillet 2013 il rejoint Middlesbrough.
Le 23 juin 2015, il rejoint Huddersfield Town
À l'issue de la saison 2018-19, il annonce sa retraite.

## Palmarès

### avec Sunderland
- 2005 : Championship
- 2008 : Championship